# Усть-Мосіхинська сільська рада
Усть-Мосі́хинська сільська рада (рос. Усть-Мосихинский сельский совет) — сільське поселення у складі Ребріхинського району Алтайського краю Росії.
Адміністративний центр та єдиний населений пункт — село Усть-Мосіха.

## Населення
Населення — 1090 осіб (2019; 1261 в 2010, 1465 у 2002).